# Загорка Баштовановић
Загорка Баштовановић (21. мај 1966) је бивша српска и југословенска рукометашица. Са репрезентацијом Југославијом освојила је сребрну медаљу на Светском првенству 1990. Добитник је националног признања Републике Србије.